# Jahii Carson
Jahii Carson (Mesa, Arizona, 31 de agosto de 1992) es un baloncestista estadounidense que pertenece a la plantilla del Limburg United de la Pro Basketball League, el primer nivel del baloncesto belga. Con 1,78 metros de estatura, juega en la posición de base.

## Trayectoria deportiva

### Universidad
Jugó dos temporadas con los Sun Devils de la Universidad Estatal de Arizona, en las que promedió 18,5 puntos, 3,8 rebotes y 4,9 asistencias por partido. En su primera temporada fue elegido co-freshman del año de la Pac-12 Conference, junto al jugador de UCLA Shabazz Muhammad, además de ser incluido en el mejor quinteto de la conferencia. Al año siguiente repitió aparición en el mejor quinteto.
El 16 de abril de 2014 manifestó su intención de presentarse al Draft de la NBA, renunciando así a los dos años de universidad que le faltaban.

### Profesional
Tras no ser elegido en el Draft de la NBA de 2014, se unió a los Houston Rockets para disputar las Ligas de Verano de la NBA, en las que jugó cinco partidos, promediando 8,4 puntos y 1,6 asistencias. El 21 de agosto firmó con los Wollongong Hawks de la NBL australiana, donde disputó una temporada, en la que promedió 14,5 puntos, 2,5 rebotes y 2,4 asistencias por partido.
El 28 de febrero de 2015 ficha por el KK Metalac Valjevo serbio, pero tras disputar siete minutos de un único partido fue despedido.
El 19 de febrero de 2016 fichó por el Adanaspor Basketbol de la Türkiye Basketbol 2. Ligi, la segunda división del baloncesto turco, donde acabó la temporada promediando 12,8 puntos y 3,1 rebotes por partido.
En 21 de octubre de 2016 fichó por los Island Storm de la NBL Canadá.
El 8 de mayo de 2020 se confirma su fichaje por el Þór Þorlákshöfn de la Domino's deildin, la máxima categoría de Islandia.
El 19 de junio de 2021, firma por el Limburg United de la Pro Basketball League, el primer nivel del baloncesto belga.

## Clubes
- Wollongong Hawks (2014-2015)
- Metalac Valjevo (2015)
- Adanaspor Basketbol (2016)
- Island Storm (2016-2017)
- Koroivos (2017-2018)
- Moncton Magic (2018)
- BCM U Pitești (2018-2019)
- APOEL Nicosia (2019-2020)
- Þór Þorlákshöfn (2020)
- Akademik Bulteks 99 Plovdiv (2020-2021)
- Limburg United (2021-actualidad)